# Vincent Membrez
Vincent Membrez (* 1979 in Biel) ist ein Schweizer Jazz- und Improvisationsmusiker (Piano, Keyboard, Synthesizer, Komposition).

## Wirken
Membrez studierte zwischen 2000 und 2005 an der Musikhochschule Luzern bei Chris Wiesendanger, Elena Szirmai, Simon Nabatov und Hans Feigenwinter.
Er gründete 2005 sein Projekt Qoniak mit Lionel Friedli, in dem er 2013 das Album «Sentient Beings» vorlegte, dem 2020 das Album «Mutatio» folgte. Im Duo mit Lukas Mantel entstand 2015 das Album Stone. Mit Gerry Hemingway und Michael Jaeger bildete er das Trio «Mein einziger Freund», das 2024 das Album «Zoomorphismus» bei Unit Records veröffentlichte.
Offen für unterschiedliche musikalische Genres, begleitete Membrez Veronica Fusaro, Anna&Stoffner, Sissy Fox und Fanny Anderegg. Er gehörte auch zu den Bands von Sarah Buechi und Michael Jaegers «Keruoac» und arbeitete mit Marey, Greg Osby, Pedro Lenz, Matthieu Michel, Christy Doran, Yannick Barman, Christian Weber, Evelyn Trouble, Joy Frempong, Julian Sartorius, Samuel Blaser, Samuel Rohrer, Karoliina Kantelinen, Norbert Pfammatter, Christian Wolfarth, Alexandre Babel, Eric Schaefer, Hans Koch, Martin Schütz, Lucien Dubuis, The Ocean, Nicolas Masson, Urs Leimgruber, Theodosii Spassov, Philipp Schaufelberger und Joke Lanz.
Als Hochschullehrer lehrte Membrez an der Haute École de Musique (HEMU) in Fribourg.